# Vale Pomona

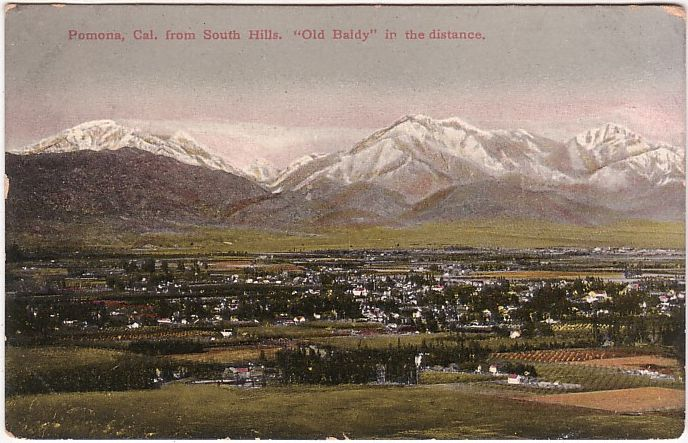
Imagem de cartão postal datado em 1910 de Pomona, Califórnia, com o Monte San Antonio (Mt. Baldy) à distância.

O Vale Pomona está localizado na área da Grande Los Angeles entre o vale de San Gabriel e o vale de San Bernardino, no sul da Califórnia. O vale fica a aproximadamente 30 milhas a leste do centro de Los Angeles, que muitas vezes pode ser visto do sopé das colinas próximas.

## Localização
O Vale do Pomona vai da cidade de San Dimas do extremo oeste ao Rancho Cucamonga até a porção leste do vale. O vale aluvial é formado pelo rio Santa Ana e seus afluentes. San Antonio Creek atravessa o centro do vale dividindo-o em oeste e leste, e também atua como uma seção da fronteira entre o condado de Los Angeles e o condado de San Bernardino. Origina-se da bacia hidrográfica das Montanhas San Gabriel ao redor do Monte San Antonio (conhecido localmente como Mt. Baldy) e se junta ao rio Santa Ana ao sul de Chino.
O Vale de Pomona é separado do Vale de San Gabriel a oeste pelo extremo nordeste das Colinas de San Jose, correndo aproximadamente ao longo da Rota estadual 57 . Os limites orientais são os Morros do Jurupa e o Passo do Cajon, (a extremidade oriental das Montanhas San Gabriel) correndo perto da Interestadual 15, que separa o Vale do Pomona do Vale do San Bernardino. O limite norte são as montanhas de San Gabriel. As Chino Hills são o limite sul que separa o Vale Pomona do norte do Condado de Orange. A histórica Rota dos EUA 66 corre de leste a oeste pelo lado norte de Pomona Valley.
Em 1º de março de 1893, a Assembleia da Califórnia votou por 54 a 14 para que um novo condado fosse formado na região, a ser nomeado Condado de San Antonio, com Pomona como sede. Os interesses de Los Angeles no Senado rejeitaram o conceito, no entanto, e hoje as porções leste e oeste do vale permanecem divididas entre os condados de San Bernardino e Los Angeles (San Antonio Creek).

## Comunidades
As cidades do Vale do Pomona incluem:
- Chino;
- Chino Hills;
- Claremont;
- Diamond Bar;
- La Verne;
- Montclair;
- Ontario;
- Pomona;
- Rancho Cucamonga;
- San Dimas;
- Upland;
- Walnut.

## Demografia
Os moradores do Vale do Pomona são predominantemente latinos e brancos (no sentido americano da palavra). Em contraste com o Vale de San Gabriel, a população de americanos asiáticos é muito menor. As áreas do norte do vale que contêm as cidades de Claremont, La Verne, Upland e San Dimas têm grandes populações caucasianas. As porções centrais do vale que contêm as cidades de Pomona, Montclair e Ontário têm grandes populações hispânicas. As porções do sul do Vale do Pomona, como Chino Hills, Diamond Bar e Walnut, contêm populações asiáticas bastante grandes.

## Pontos de interesse
- Museu Americano de Arte Cerâmica, Pomona;
- Fairplex, feira anual do condado de Los Angeles - Pomona;
- Universidade Politécnica do Estado da Califórnia, Pomona - Pomona;
- Universidade de La Verne - La Verne;
- Montclair Plaza - Montclair;
- Pomona Valley Air Fair - Upland;
- Pomona Valley Art Association - Galeria SOHO (localizado na Pomona Arts Colony, Pomona);
- As lojas em Chino Hills - Chino Hills;
- Raging Waters, parque aquático - San Dimas;
- Jardim Botânico Rancho Santa Ana - Claremont;
- Claremont Village - Claremont;
- Faculdades de Claremont - Claremont;
- Colégio Mt. San Antonio - Nogueira;
- Ygnacio Palomares Adobe, Lista de lugares históricos registrados no condado de Los Angeles, Califórnia - Pomona;
- La Casa Primera de Rancho San Jose, Lista de lugares históricos registrados no condado de Los Angeles, Califórnia - Pomona;
- Victoria Gardens - Rancho Cucamonga;
- Moinhos de Ontário - Ontário.

## Clima
O Vale Pomona experimenta um clima mediterrâneo. Em contraste com grande parte da área da Grande Los Angeles, o Pomona Valley pode ter verões muito mais quentes com altas temperaturas que variam de três dígitos. Devido à sua altitude variando de 800 a 2200 pés, os invernos no Vale do Pomona também podem ficar frios. Traços de neve podem ocorrer em qualquer lugar acima de 1500 pés. No fundo do vale, as quantidades médias de chuva variam de 12 a 16 polegadas. As comunidades do sopé do vale podem receber de 14 a 18 polegadas de chuva por ano. No outono (estação de incêndios), os ventos de Santa Ana podem ocorrer dando fortes ventos offshore do Cajon Pass.
| Dados climáticos para Pomona Fairplex, California | Dados climáticos para Pomona Fairplex, California | Dados climáticos para Pomona Fairplex, California | Dados climáticos para Pomona Fairplex, California | Dados climáticos para Pomona Fairplex, California | Dados climáticos para Pomona Fairplex, California | Dados climáticos para Pomona Fairplex, California | Dados climáticos para Pomona Fairplex, California | Dados climáticos para Pomona Fairplex, California | Dados climáticos para Pomona Fairplex, California | Dados climáticos para Pomona Fairplex, California | Dados climáticos para Pomona Fairplex, California | Dados climáticos para Pomona Fairplex, California | Dados climáticos para Pomona Fairplex, California |
| Mês                                               | Jan                                               | Fev                                               | Mar                                               | Abr                                               | Mai                                               | Jun                                               | Jul                                               | Ago                                               | Set                                               | Out                                               | Nov                                               | Dez                                               | Ano                                               |
| ------------------------------------------------- | ------------------------------------------------- | ------------------------------------------------- | ------------------------------------------------- | ------------------------------------------------- | ------------------------------------------------- | ------------------------------------------------- | ------------------------------------------------- | ------------------------------------------------- | ------------------------------------------------- | ------------------------------------------------- | ------------------------------------------------- | ------------------------------------------------- | ------------------------------------------------- |
| Recorde alta °F (°C)                              | 91 (33)                                           | 94 (34)                                           | 100 (38)                                          | 104 (40)                                          | 106 (41)                                          | 117 (47)                                          | 113 (45)                                          | 110 (43)                                          | 113 (45)                                          | 107 (42)                                          | 97 (36)                                           | 93 (34)                                           | 117 (47)                                          |
| Média alta °F (°C)                                | 65.5 (18.6)                                       | 67.6 (19.8)                                       | 70.1 (21.2)                                       | 74.2 (23.4)                                       | 77.8 (25.4)                                       | 84.1 (28.9)                                       | 91.0 (32.8)                                       | 91.1 (32.8)                                       | 88.4 (31.3)                                       | 80.6 (27)                                         | 73.2 (22.9)                                       | 66.4 (19.1)                                       | 77.5 (25.3)                                       |
| Média diária °F (°C)                              | 51.8 (11)                                         | 54.0 (12.2)                                       | 56.2 (13.4)                                       | 59.9 (15.5)                                       | 63.9 (17.7)                                       | 68.8 (20.4)                                       | 74.4 (23.6)                                       | 74.6 (23.7)                                       | 71.9 (22.2)                                       | 65.2 (18.4)                                       | 57.9 (14.4)                                       | 52.4 (11.3)                                       | 62.6 (17)                                         |
| Média baixa °F (°C)                               | 38.1 (3.4)                                        | 40.3 (4.6)                                        | 42.3 (5.7)                                        | 45.6 (7.6)                                        | 50.0 (10)                                         | 53.4 (11.9)                                       | 57.7 (14.3)                                       | 58.1 (14.5)                                       | 55.3 (12.9)                                       | 49.8 (9.9)                                        | 42.6 (5.9)                                        | 38.4 (3.6)                                        | 47.6 (8.7)                                        |
| Recorde baixa °F (°C)                             | 21 (−6)                                           | 22 (−6)                                           | 26 (−3)                                           | 29 (−2)                                           | 31 (−1)                                           | 38 (3)                                            | 41 (5)                                            | 42 (6)                                            | 38 (3)                                            | 29 (−2)                                           | 24 (−4)                                           | 22 (−6)                                           | 21 (−6)                                           |
| Média precipitação pol. (mm)                      | 3.56 (90.4)                                       | 3.49 (88.6)                                       | 2.82 (71.6)                                       | 1.22 (31)                                         | 0.35 (8.9)                                        | 0.10 (2.5)                                        | 0.01 (0.3)                                        | 0.07 (1.8)                                        | 0.26 (6.6)                                        | 0.78 (19.8)                                       | 1.56 (39.6)                                       | 2.77 (70.4)                                       | 16.99 (431.5)                                     |
| Fonte: Western Regional Climate Center            |                                                   |                                                   |                                                   |                                                   |                                                   |                                                   |                                                   |                                                   |                                                   |                                                   |                                                   |                                                   |                                                   |

## Instituições de Ensino Superior

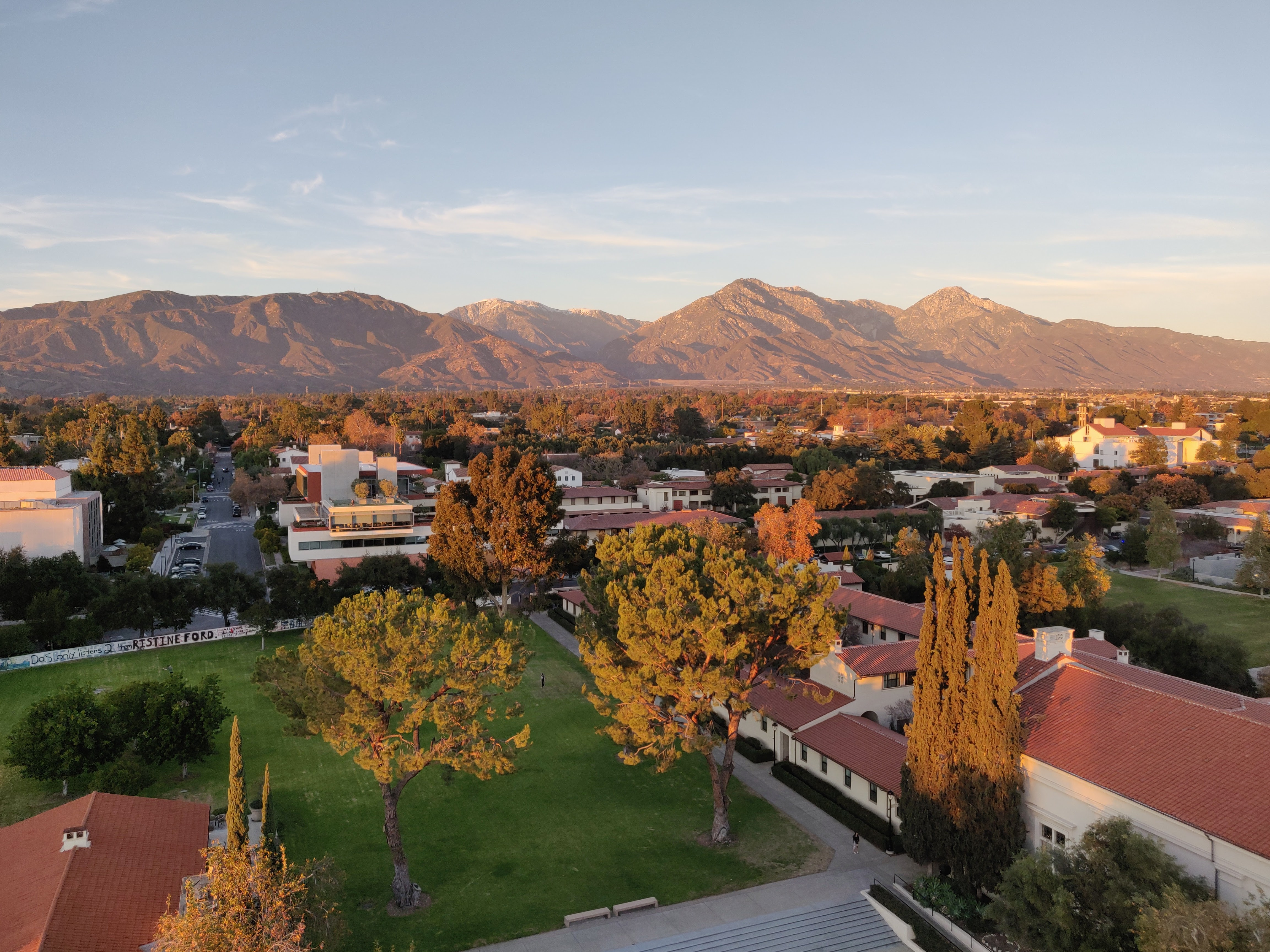
As faculdades de Claremont

- Universidade Politécnica do Estado da Califórnia, Pomona (Cal Poly Pomona), pública - Pomona;
- Chaffey College, faculdade comunitária - Rancho Cucamonga;
- Citrus College, faculdade comunitária - Glendora;
- Claremont Colleges, artes liberais e engenharia - Claremont;
  - Colégio Pomona;
  - Universidade de Pós-Graduação de Claremont;
  - Faculdade Scripps;
  - Colégio Claremont McKenna;
  - Faculdade Harvey Mudd;
  - Colégio Pitter;
  - Instituto de Pós-Graduação Keck.
- Escola de Teologia de Claremont;
- Universidade DeVry, instituto técnico - Pomona;
- Mt. San Antonio College, faculdade comunitária - Walnut;
- Universidade de La Verne, privada - La Verne;
- Western University of Health Sciences, particular - Pomona.

## Transporte

### Aeroportos Internacionais
- Aeroporto Internacional de Ontário - Ontário;
- Aeroporto Internacional de Los Angeles - Los Angeles.

### Transporte público
- Trânsito do Sopé;
- Omnitrans;
- Transporte público no Condado de Los Angeles, Califórnia;
- Transporte público no condado de San Bernardino, Califórnia.

### Rodovias
O Vale do Pomona é servido por autoestradas:
- San Bernardino Freeway (Interstate 10) - conecta a San Bernardino e Los Angeles;
- Foothill Freeway (Interstate and State Route 210) - conecta a Pasadena e San Bernardino;
- Ontario Freeway (Interstate 15) - conecta a Las Vegas, Nevada e San Diego;
- Pomona Freeway (State Route 60) - conecta a Riverside;
- Chino Valley Freeway (Rota Estadual 71);
- Orange Freeway (State Route 57) se conecta a Anaheim.

## Principais vias que servem o Vale do Pomona
- Avenida Central (Chino, Montclair, Upland);
- Avenida da Montanha (Upland, Ontário, Chino);
- Avenida Euclides (Ontário, Upland, Chino);
- Avenida Arquibaldo (Rancho Cucamonga, Ontário);
- Chino Hills Pkwy. (Bar Diamante, Chino Hills, Chino);
- Avenida Haven (Rancho Cucamonga, Ontário);
- Avenida Milliken (Rancho Cucamonga, Ontário);
- Avenida Monte Vista (Claremont, Upland, Montclair, Chino);
- Foothill Blvd. (San Dimas, La Verne, Claremont, Upland, Rancho Cucamonga, Pomona);
- Avenida Bonita. (San Dimas, La Verne, Pomona, Claremont);
- Linha de base Rd. (San Dimas, La Verne, Claremont, Rancho Cucamonga; torna-se 16th St. através de Upland);
- Indian Hill Blvd. (Claremont, Pomona);
- Grande Av. (Chino Hills, Diamond Bar, Walnut);
- Avenida Towne. (Claremont, Pomona);
- Avenida Garey (Chino Hills, Pomona, Claremont);
- Arrow Hwy. (San Dimas, La Verne, Pomona, Claremont, Montclair);
- Seta R. (Terra Alta, Rancho Cucamonga);
- Avenida Holt. (Pomona, Montclair, Ontário; torna-se Valley Blvd de Pomona a Los Angeles; extremo leste se funde com o 10 Fwy);
- Avenida do Vale (Noz, Pomona);
- Holt Blvd. (Pomona, Montclair, Ontário);
- Avenida Missão (Pomona, Montclair, Ontário);
- Mount Baldy Road (Claremont, San Antonio Heights, Mount Baldy e Mt. San Antonio).

Em Claremont, a Mt. Baldy Road leva aos teleféricos de Mt. Baldy do Monte San Antonio (apelidado de "Mt. Baldy") nas montanhas de San Gabriel.

## Meios de comunicação

### Jornais que atendem a região
- Claremont Courier;
- Inland Valley Daily Bulletin, com os seus escritórios situados no Rancho Cucamonga;
- San Gabriel Valley Tribune, serve ao vale do Pomona ocidental.